# Thermopolium

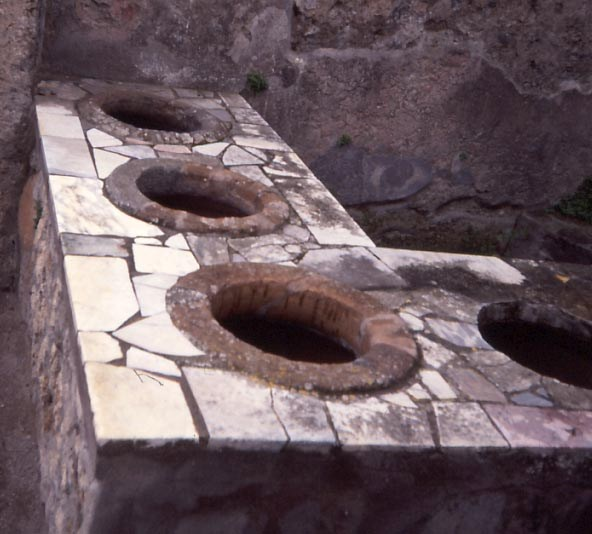
Le comptoir en L d'un thermopolium de Pompéi. Des dolia insérés dans ses deux bras, servaient au stockage des denrées en vrac.

Dans l'Antiquité, le thermopolium (pluriel : thermopolia) est un établissement de restauration rapide.

## Rôle et fonctions

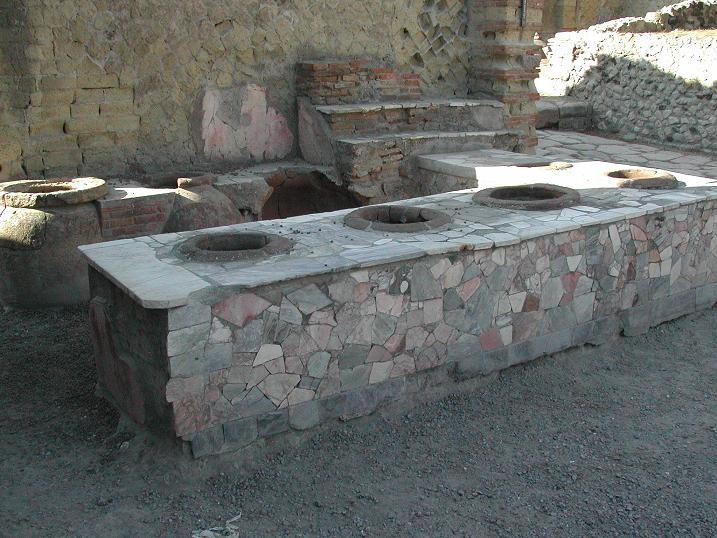
Le comptoir en L d'un thermopolium à Herculanum.

On y servait des repas chauds (en grec, thermos signifie « chaud » et poléo « vendre ») et des boissons (vins, eau chaude infusée ou non). C'était une petite boutique très fréquentée, du type taverne, avec notamment le fameux comptoir en forme de L, bloc de maçonnerie englobant des pots de terre cuite et revêtu de plaques de marbre.
Ces établissements offraient un service de restauration et de boisson à tous ceux qui n'avaient pas les moyens de cuisiner, locataires et sous-locataires, voyageurs, étrangers et marginaux. Cette clientèle de condition modeste et parfois douteuse leur donna une médiocre réputation. Plaute par exemple fait pester un de ses personnages contre ces Grecs en manteau et ces esclaves voleurs qui viennent s'y saouler du produit de leurs rapines.

## Prix et règlements

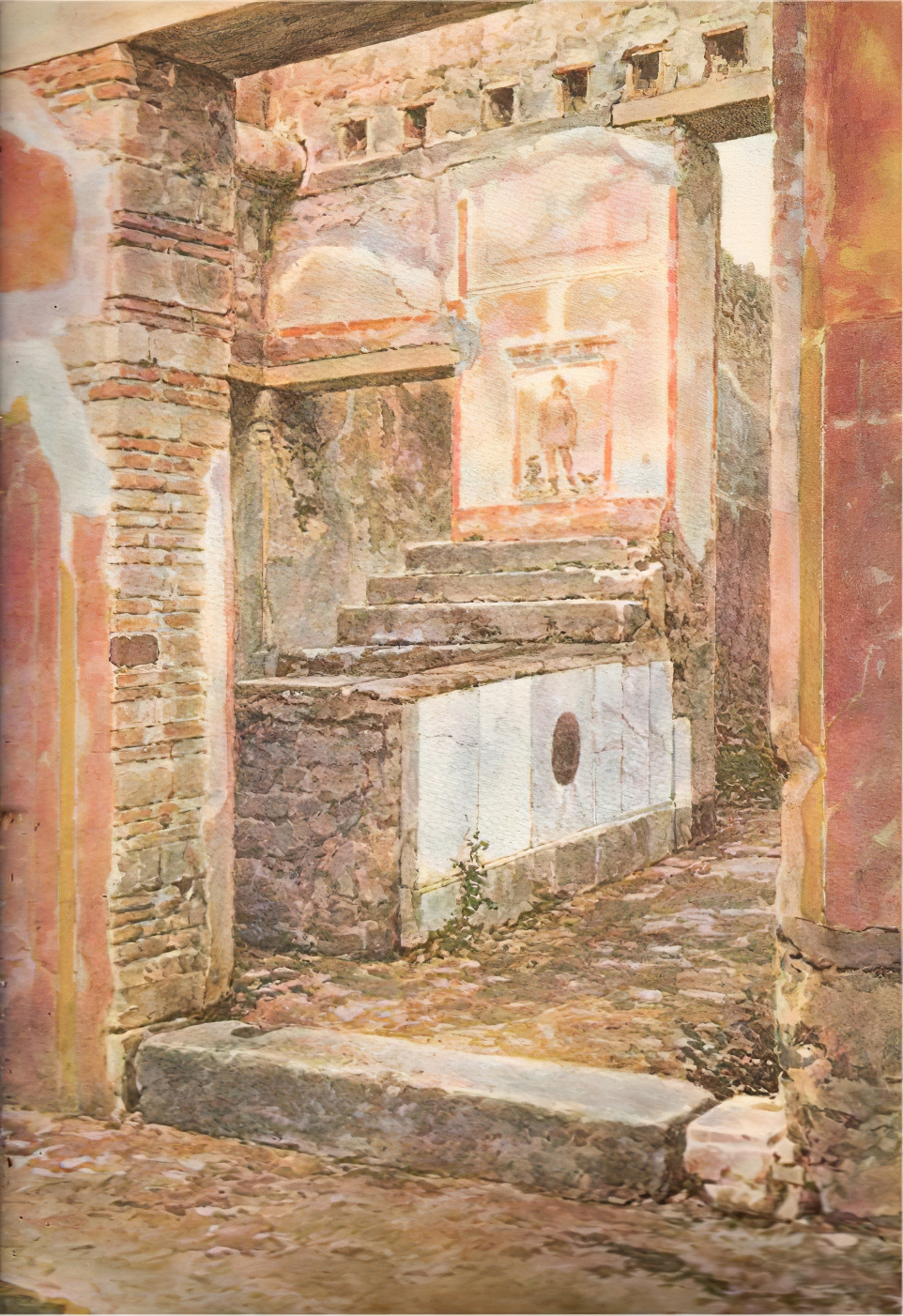
Un thermopolium à Pompéi dans l'aquarelle de Luigi Bazzani.

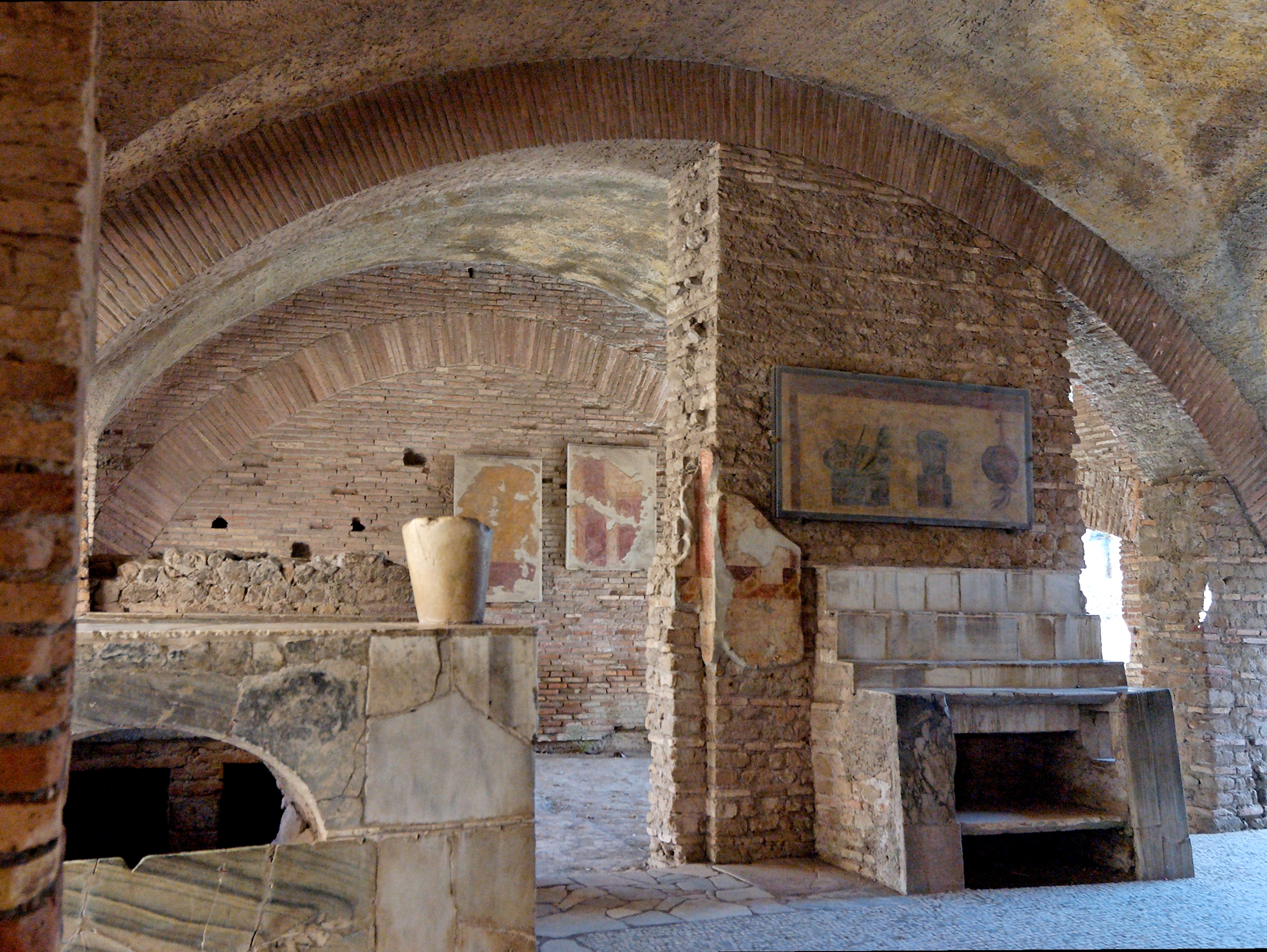
Thermopolium à Ostie.

Une inscription de Pompéi nous indique des pratiques de prix modérés : un as pour boire du vin, deux pour du meilleur, quatre pour du falerne, cru réputé.
À Rome même, les empereurs règlementèrent à plusieurs reprises le fonctionnement des thermopolia : Caligula les fit fermer durant la période de deuil consécutive au décès de sa sœur et fit exécuter un tenancier qui avait contrevenu en vendant de l'eau chaude. Claude, pour réformer les mœurs de la populace, les fit fermer et interdit la vente de plats cuisinés et d'eau chaude. Néron leur interdit la vente des denrées cuites à l'exception des légumes et des plantes potagères. On ignore le suivi réel de ces mesures.

## Archéologie
De nombreux thermopolia ont été trouvés sur les sites de Pompéi et d'Herculanum. Fin 2020, un nouveau thermopolium en excellent état de conservation est mis au jour sur le site de Pompéi, avec des pots en terre cuite contenant encore des restes alimentaires. Pompéi comptait au moins 80 thermopolia.

## Un terme anachronique?
Selon Nicolas Monteix, maître de conférences en histoire et archéologie romaine, par-delà le constat déjà rédhibitoire que le terme de thermopolium « n’a pas été utilisé en dehors des œuvres de Plaute, il demeure absurde d’utiliser ce qui n’est vraisemblablement qu’une plaisanterie pour caractériser des commerces pompéiens du Ier siècle de notre ère. Le “thermopolium” apparaît donc comme une invention strictement moderne dans la littérature archéologique ; son usage doit de ce fait être définitivement abandonné ». On lui préférera les termes caupona ou popina.